# Joe Luwi
Joe Luwi (18 de julio de 1983) es un futbolista salomonense que juega como delantero en el Western United.

## Carrera
Debutó en el Kossa FC y pasó al Marist FC en 2009, en 2011 viajó a Vanuatu para ser jugador del Tafea FC y ese mismo año el Amicale FC compró su pase. En 2012 volvió a las Islas Salomón para jugar en el Western United.

### Clubes
| Club           | País          | Año               |
| -------------- | ------------- | ----------------- |
| Kossa FC       | Islas Salomón | ¿? - 2009         |
| Marist FC      | Islas Salomón | 2009 - 2010       |
| Tafea FC       | Vanuatu       | 2010 - 2011       |
| Amicale FC     | Vanuatu       | 2011              |
| Western United | Islas Salomón | 2012 - actualidad |

### Selección nacional
Jugó 9 partidos con la selección de fútbol playa de las Islas Salomón en los Mundiales de fútbol playa de 2006, 2007 y 2008, llegando a convertir 1 tanto. Actualmente es parte de la lista de pre-convocados de las Islas Salomón para la Copa de las Naciones de la OFC 2012.